# D͟h
Cette page contient des caractères spéciaux ou non latins. S’ils s’affichent mal (▯, ?, etc.), consultez la page d’aide Unicode.
Le dh double macron souscrit,  d͟h est un digramme de l’alphabet latin, utilisé dans certains systèmes de translittération. Il est formé d’un D et d’un H, avec un double macron souscrit.

## Utilisation
Dans la romanisation de l’arabe de 2017 du Groupe d’experts des Nations unies pour les noms géographiques (GENUNG), le digramme dh double macron souscrit ‹ d͟h › pour translittérer la lettre ẓāʾ ‹ ﻆ ›, par exemple dans le toponyme de Dhahran ‹ الظهران › translittéré ‹ Ad͟h D͟hahrān ›. Le z cédille ‹ z̧ › était utilisé dans le système de 1972 des Nations unies.

## Représentation informatique
Le digramme ‹ d͟h › ne peut être représenté qu’avec l’aide de plusieurs caractères Unicode (latin de base, diacritiques) :
| formes    | représentations | chaînes de caractères | points de code       | descriptions                                                                           |
| --------- | --------------- | --------------------- | -------------------- | -------------------------------------------------------------------------------------- |
| capitale  | D͟H              | D◌͟H                   | U+0044 U+035F U+0048 | lettre majuscule latine d diacritique double macron souscrit lettre majuscule latine h |
| minuscule | d͟h              | d◌͟h                   | U+0064 U+035F U+0068 | lettre minuscule latine d diacritique double macron souscrit lettre minuscule latine h |